# Narodni park Cúc Phương
Narodni park Cúc Phương (vietnamsko Vườn quốc gia Cúc Phương) leži v provinci Ninh Bình v vietnamski delti Rdeče reke. Cúc Phương je bil prvi narodni park v Vietnamu in je največji naravni rezervat v državi. Park je eno najpomembnejših območij biotske raznovrstnosti v Vietnamu.

## Zgodovina
Leta 1960 je bil Cúc Phương spremenjen v gozdni rezervat, leta 1962 pa je narodni park Cúc Phương posvetil predsednik Ho Chi Minh. Človeška poselitev v Cúc Phươngu sega daleč pred nastankom parka, pred 7000–12.000 leti. Artefakte iz tistega časa so našli v številnih jamah v parku, vključno s človeškimi grobovi, kamnitimi sekirami, koničastimi kostnimi sulicami, noži za ostrige in orodjem za mletje. 
Leta 1789 je bil del parka Quen Voi prizorišče velike bitke v državljanski vojni med Nguyễn Huệ in Thăng Longom. Nedavno so se pojavili konflikti med vlado in 2500 pripadniki etnične manjšine Muong, ki živijo, kmetujejo in lovijo v parku. Leta 1987 je bilo 500 Muongov preseljenih izven parka zaradi težav z divjim lovom in rabo zemlje.

## Pokrajina in podnebje
Cúc Phương leži v vznožju severnega Annamitskega gorovja. Park sestavljajo zelene kraške gore in bujne doline. Nadmorska višina se giblje od 150 metrov do 656 m na vrhu gore May Bac ali gore Silver Cloud (Srebrni oblak). V apnenčastih gorah so številne jame, od katerih so mnoge dostopne za raziskovanje.
Povprečna temperatura v Cúc Phươngu je 21 °C, povprečna zimska temperatura pa 9 °C. Visoke temperature lahko dosežejo nad 30 °C, najnižje pa tik nad ničlo. V nižinah v dolini je temperatura vroča in vlažna, medtem ko v višjih legah temperatura pade in grozi pozeba. V povprečju dežuje več kot 200 dni na leto in povprečna letna količina padavin je 2100 mm. Sušno obdobje je od novembra do februarja, najbolj suha meseca pa sta december in januar.

## Rastlinstvo in živalstvo
Cúc Phương je dom neverjetne raznolikosti flore in favne. V parku je: 97 vrst sesalcev, med katerimi so najpomembnejši ogroženi Colobinae (langurji); 300 vrst ptic; 36 vrst plazilcev; 17 vrst dvoživk; 11 vrst rib; 2000 vrst žilnih rastlin in na tisoče vrst žuželk. Številne vrste v parku so uvrščene v vietnamsko rdečo knjigo ogroženih vrst.
Primati v parku so makaki, giboni, Francoisov langur (Trachypithecus francoisi) in čokati lori (Nycticebus). Drugi sesalci so netopirji, ježevci, leteče veverice, majhna črtasta veverica (Tamiops swinhoei), pallasova veverica (Callosciurus erythraeus) in redka črna orjaška veverica (Ratufa bicolor). V preteklosti je bil park dom azijskih črnih medvedov (Ursus thibetanus), rdečih volkov (Cuon alpinus), slonov, nosorogov in tigrov, vendar je zaradi lovljenja in pomanjkanja plena največ teh vrst izginilo. V parku so lahko še vedno prisotni leopard, dimasti leopard (Neofelis nebulosa) in džungelska mačka.
Med vrstami ptic so jerebica Arborophila brunneopectus, Tropicoperdix chloropus, srebrni fazan (Lophura nycthemera), rdeča pregozdna kokoš (Gallus gallus), zrcalasti fazan (polyplectron bicalcaratum), smejki (Laughingthrushes), barbetka (Psilopogon lagrandieri), zelenouha barbetka (Psilopogon faiostrictus), timalije (Timaliidae), rjava uharica (Ninox scutulata), škrlatni minivet (Pericrocotus speciosus), drongo Dicrurus paradiseus, Crypsirina temia, Urocissa. Med selitvenimi vrstami so med drugim drozgi, muharji, titmice (Baeolophus), ščinkavci, cipa. Kljunorožce je tudi mogoče opaziti v gozdu.
V parku najdemo tudi endemično podvrsto podzemnih jamskih rib. Je tudi tipsko nahajališče številnih vrst nevretenčarjev, vključno z Zaxiphidiopsis bazyluki.
Rastlinstvo v parku vključuje večplastne krošnje; drevesa do višine 70 m; rože, vključno z orhidejami; praproti z neverjetno visokimi listi; in obilico lian in cvetoče (Cauliflory). V parku so tudi rastline, ki se uporabljajo za praktične namene, kot so začimbe in zdravila, pa tudi užitno sadje, oreščki in poganjki.

## Program zavarovanja
V narodnem parku Cúc Phương obstajajo trije programi ohranjanja:

### Center za reševanje ogroženih primatov
V središču za primate so primerki vrst langurjev, lorijev in gibonov, vključno s kritično ogroženim Delacourjevim langurjem (Trachypithecus delacouri), zlatoglavim langurjem (Trachypithecus poliocephalus) in črnim čopastim gibonom (Nomascus concolor). Center za primate je bil ustanovljen leta 1993 s pomočjo Frankfurtskega zoološkega društva in je zrasel na 180 živali v 50 kletkah, 4 hišah in dveh na pol divjih ograjenih prostorih.

### Program ohranjanja mesojedcev in luskavcev
Program za ohranitev mesojedcev in luskavcev (CPCP) je posvečen ohranjanju malih zveri (cibetovke, linsange, majhne mačke, podlasice, vidre in jazbeci) in luskavcev v Vietnamu. Program je bil vzpostavljen leta 1995 kot program za specifično vrsto ogrožene Owstonove cibetovke in se je od takrat razširil na vse vrste malih zveri. Leta 2006 so se v okviru programa začele tudi dejavnosti osredotočenega ohranjanja dveh vietnamskih vrst luskavca, kitajskega in sundskega. Vse te vrste ogroža nezakonita trgovina s prosto živečimi živalmi, ki ima uničujoč vpliv na divje populacije teh vrst po vsej jugovzhodni Aziji.
Cilj CPCP je ohranitev teh ogroženih vrst sesalcev z reševanjem in rehabilitacijo trgovine zaseženih divjih živali, izobraževanjem in ozaveščanjem ter terenskimi raziskavami. CPCP izvaja tudi edini ohranitveni vzrejni program v regiji za Owstonovo cibetovko, vrsto, ki je endemična za Indokitajski polotok in katere glavni obseg je v Vietnamu.
Glavno središče CPCP je v nacionalnem parku Cúc Phương, vendar izvaja reševalni program po vsej državi in ima dejavna terenska mesta v osrednjem in južnem Vietnamu.

### Center za zaščito želv
Center za zaščito želv je bil ustanovljen leta 1998 in je dom nekaterih najbolj ogroženih želv v Vietnamu, vključno z vietnamsko ribniško želvo, ki je v naravi skoraj izumrla.

## Turizem
Narodni park Cúc Phương je ena najbolj priljubljenih naravnih turističnih destinacij v Vietnamu. Park vsako leto obišče več deset tisoč Vietnamcev in stalen tok tujih turistov. Prenočišča in restavracije so na voljo na vhodu v park in v parku. V park se zajeda asfaltirana cesta, urejene so številne pohodniške poti. Varuhi parka patruljirajo in nudijo vodene oglede proti plačilu.
Druge bližnje turistične destinacije v provinci Ninh Binh so stolnica Phát Diệm, starodavna prestolnica Hoa Lư, Tam Cốc – Bích Động, slikovit krajinski kompleks Tràng An in pagoda Bai Dinh.